# 滝水駅
滝水駅（たきみずえき）は、熊本県阿蘇市波野大字滝水にある、九州旅客鉄道（JR九州）豊肥本線の駅。
豊肥本線において、当駅から波野方面は熊本県となる。

## 歴史
- 1928年（昭和3年）12月2日：鉄道省（後に日本国有鉄道）豊肥本線玉来 - 宮地間とともに開業[2][3]。
- 1971年（昭和46年）10月1日：貨物および荷物扱い廃止[4]。無人駅となる[5]。
- 1987年（昭和62年）4月1日：国鉄分割民営化により九州旅客鉄道が継承[2][3]。

## 駅構造

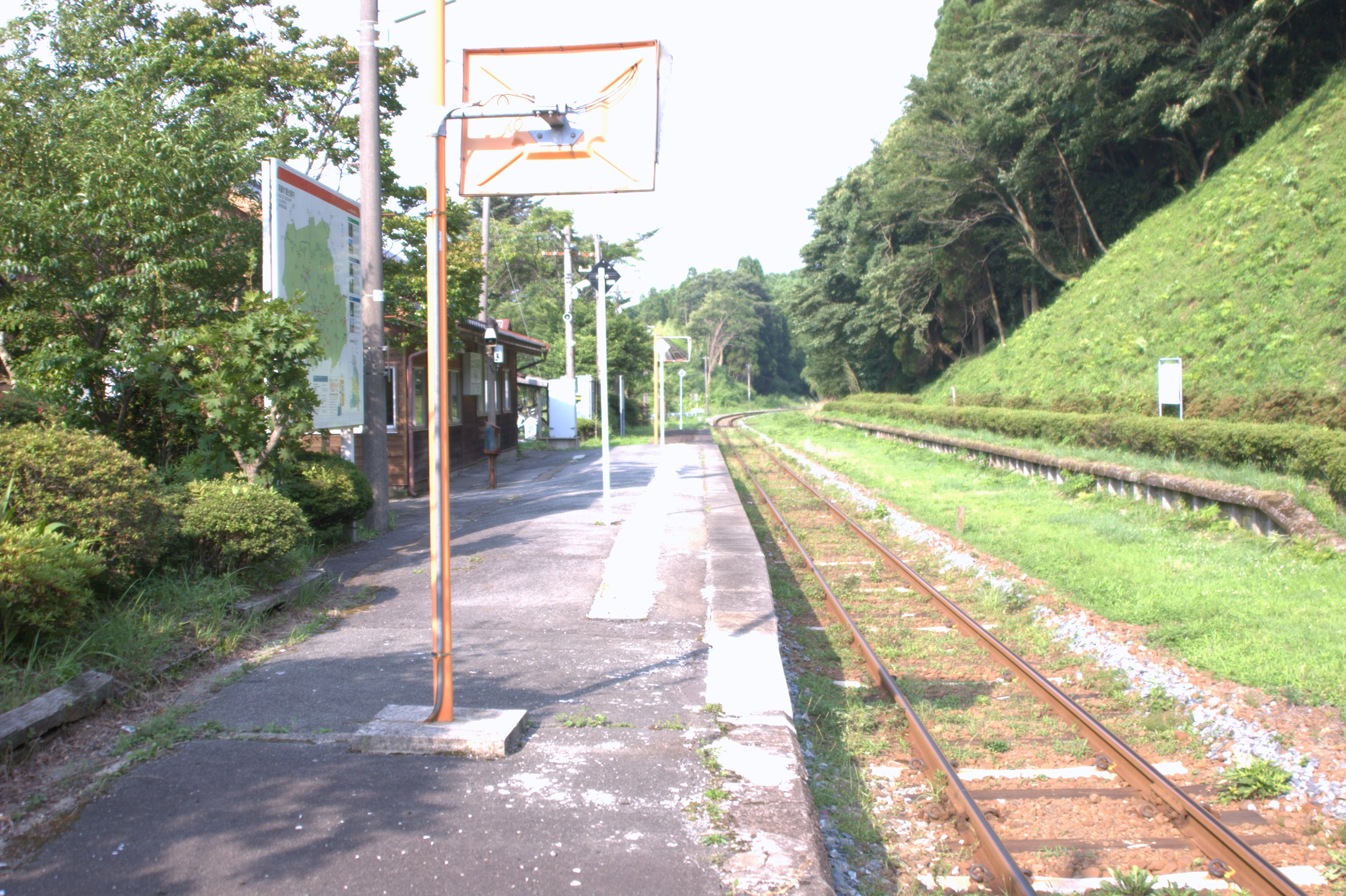
ホーム（2009年7月）

単式ホーム1面1線を有する地上駅。以前は相対式ホーム2面2線を有していたが駅本屋から遠いほうの1線を撤去した。向かい側にホームの跡が残っている。
開業時の木造駅舎が残るが、阿蘇市商工会波野支所が使用しており、通常は立入不可。駅舎のうち一部が独立した待合所として提供されこちらのみ利用可能である。無人駅。

## 駅周辺
旧・波野村の中心駅である。
- 熊本県道41号高森波野線（駅前道路）
- 阿蘇市役所波野支所
- 波野郵便局

## 隣の駅
九州旅客鉄道（JR九州）
■豊肥本線
■普通
豊後荻駅 - 滝水駅 - 波野駅